# Вадим Баян
Вадим Баян (настоящее имя Владимир Иванович Сидоров) (5 января 1880, село Нововасильевка, Бердянский уезд, Таврическая губерния, Российская империя — 29 марта 1966, Москва, СССР) — русский поэт-футурист, писатель и драматург.

## Биография
Родился в 1880 году семье агронома в селе Нововасильевка Бердянского уезда Таврической губернии. Окончил реальное училище в Мелитополе, служил конторщиком, в 1906 году переехал в Симферополь, где работал корректором в типографии.
Известен прежде всего своими «космопоэмами» «Вселенная на плахе» (1919—1920) и «По мостовой тысячелетий» (1922), а также воспоминаниями «Маяковский в первой олимпиаде футуристов».
Дебютировал в симферопольской газете «Тавричанин» в 1908 году стихотворением «Два коня». В том же году в Мелитополе вышла его книга «Сжатая лента. Роман (в стихах). (1905—1908)». В 1910 году в Петербурге слушал лекции по философии и естественным наукам на высших курсах Лесгафта. Затем напечатал на собственные средства в издательстве М. О. Вольфа книгу «Лирический поток. Лирионетты и баркароллы» (1914).
В 1914 году организовал и частично финансировал проведение поэтических вечеров в городах Крыма, получивших название «Олимпиады российского футуризма», в которых принимали участие Владимир Маяковский, Давид Бурлюк, Игорь Северянин и другие.
Оставшись в Крыму во время революций 1917 года и гражданской войны, создал литературное объединение, помогал молодым поэтам, в том числе Борису Поплавскому. В 1919 году издал книгу «Радио», куда вошли его космопоэма «Вселенная на плахе», заметка его сестры, поэтессы и критика Марии Калмыковой и портрет Баяна работы Маяковского. Свои альманахи «Из батареи сердца», «Срубленный поцелуй с губ вселенной» посылал Маяковскому с надписями: «Маяку мира Маяковскому — Баянище», «Великому — великий».
С 1922 года жил в Москве, писал для художественной самодеятельности, сочинял для молодёжи образцы новых «советских обрядов» — вечеринок с играми и танцами, свадеб. Результатом этих трудов явилась книга «Кумачовые гулянки», дважды выходившая в издательстве «Молодая гвардия».
Вероятно, является прототипом писателя-приспособленца Олега Баяна из пьесы Маяковского «Клоп». Оскорблённый подобным использованием своего псевдонима, в 1929 году опубликовал в «Литературной газете» «Открытое письмо Маяковскому» и получил пренебрежительный ответ от последнего.
В 1930-е годы отошёл от поэзии, писал одноактные пьесы, политические скетчи, конферанс. Сохранились его неопубликованная драма в пяти действиях «Пушкин» и большой роман о людях советской провинции «Ольга Кораблёва».
Последние 15 лет жизни работал художником-оформителем.
Умер в Москве в 1966 году, похоронен на Ваганьковском кладбище (13 уч.).
Выведен как персонаж в романе В. В. Бондаренко «Капитанская внучка» (2018), действие которого происходит в 1919 г. в Александровске.